# Epinotia immundana
Epinotia immundana là một loài bướm đêm thuộc họ Tortricidae.
Sải cánh dài 12–14 mm. In the British Isles và adjoining areas of continental Europe, the moth gặp ở tháng 4 đến tháng 6 và again, in the south, in tháng 8 và tháng 9.
Ấu trùng chủ yếu ăn Alnus glutinosa, Birch en Rose.

## Hình ảnh

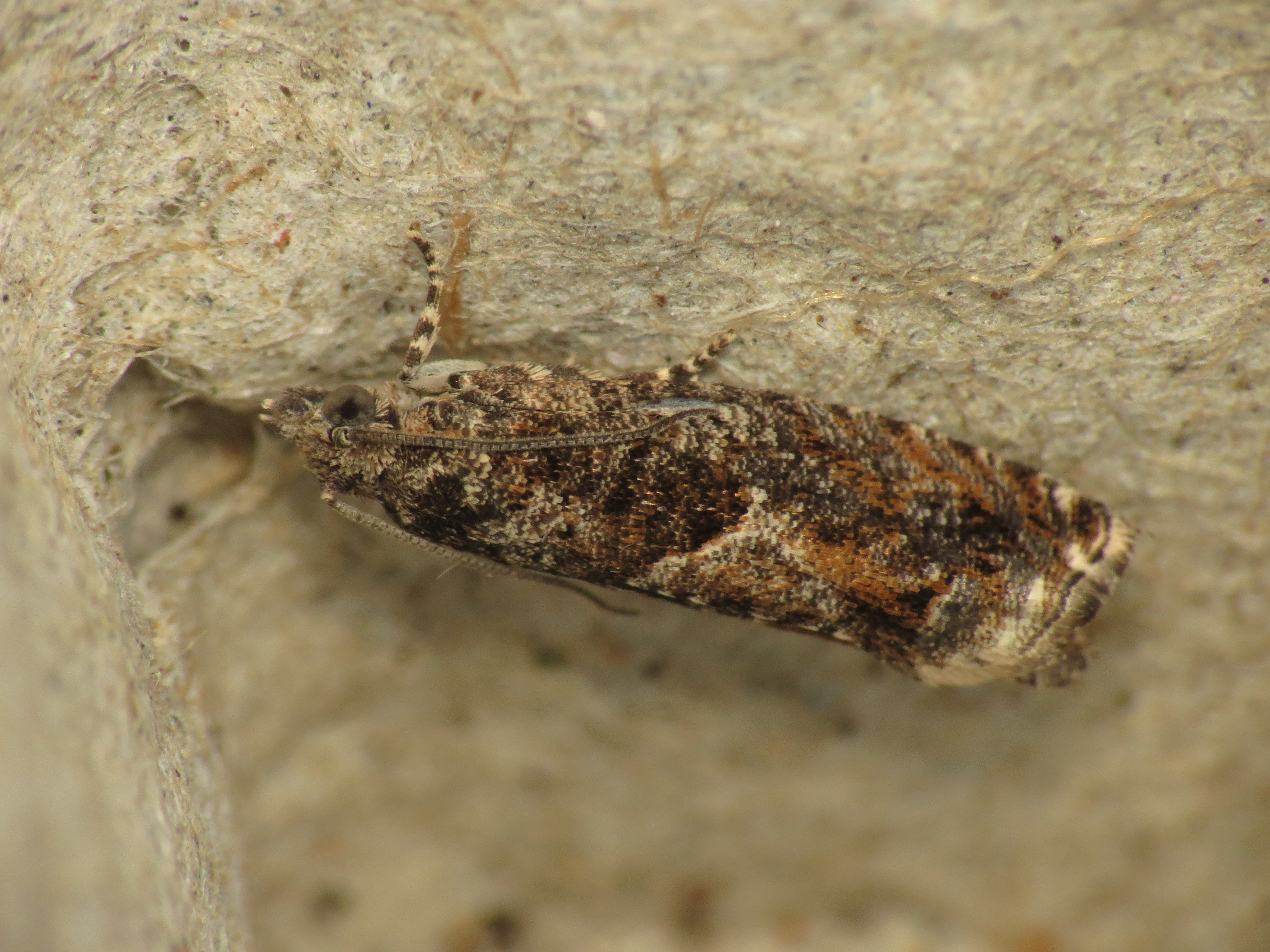